# 幸運邏輯
《幸運邏輯》（日语：ラクエンロジック）是萬代影視、武士道、動畫工房和Lantis合作的企劃，並會推出原創動畫和卡牌遊戲。已於2016年1月9日至3月26日播出全12話電視動畫。
2017年1月30日宣佈推出系列新動畫，AT-X已於2017年7月至9月播放全12話電視動畫《雛邏輯～來自幸運邏輯～（ひなろじ～from Luck & Logic～）》。

## 故事簡介
《幸運邏輯》和《雛邏輯～來自幸運邏輯～》兩部故事並沒有承接關係。

### 幸運邏輯
在L.C.922年，人們正在面對空前的危機。在神話世界的百年戰爭結束後，在神話世界中戰敗的魔神為了在地上尋求新的安居之所，開始向人類世界襲來。背負着守護街區宿命的警察特殊機關阿爾卡（ALCA），旗下年輕的盟約者被強制與擁有特殊能力的異世界女神合體，並進而投身戰場之中。
劍美親在避難時遇到了異世界的女神雅典娜，並且自身盟約者與異世界女神合體對抗魔神，世界的未來被託付到年輕的定理者天生的「運氣Luck」與「邏輯Logic」之上。

### 雛邏輯～來自幸運邏輯～
櫻花開始飛舞的春之日。天真爛漫的小國公主莉昂開始到北海道的學校上學。那裏是由ALCA所運營的，用於培育守護世界和平的定理者Logicalist的特別教育機關。
莉昂所進入的1年S班，有着以定理者妮娜為首的個性十足的同班同學。一眾定理者雛鳥所度過的是非常熱鬧而又可愛的每一天。

## 登場角色

### 幸運邏輯

#### 定理者
劍美親（聲：小野賢章）
4月29日生，金牛座，175公分，62公斤，合體最大時間是2066小時，身體良好的話只要5分鐘便能重新合體。
本作的主人公。史上第一位能「超越極限合體」。在過去的悲劇中失去了他的「邏輯」，即使如此仍然和家人一同過著幸福的生活。成為了泰德拉海文的使者「司職智慧與戰略的女神雅典娜」盟約者。
搖音玉姬（聲：種田梨沙）
1月3日生，摩羯座，159公分，47公斤。
定理者的領隊，在第二話中失去領隊的資格，美親成為新的領隊。對美親採取嚴格的態度。運動和學習都很強，認真的委員長類型。「愛與美的女神維娜斯」盟約者。
克蘿伊·馬克斯維爾（聲：德井青空）
4月7日生，牡羊座，162公分，45公斤。
金髮美少女，緞帶和馬尾是其閃光點。運動型的開朗性格，對任何人都很友善。「戰鬥的女神瓦爾基麗」盟約者。
雛邏輯中擔任技能考試的考官。
明日葉學（聲：水瀨祈）
2月15日生，水瓶座，145公分，40公斤。
沉默寡言，眼神犀利，不關注他人。經常用耳機聽音樂，一人獨處的時候很多。「月亮女神·阿耳忒彌斯」的盟約者。
雛邏輯中擔任技能考試的考官。
維洛妮卡·亞南可（聲：水野理紗）
ALCA的奈恩支局長。擔任Logicalist的指導職務，自己也會前往戰場。以某起事件為契機，對於異世界的使者懷抱復仇心。「憤怒與懲罰的女神·涅墨西斯」的盟約者。
在雛邏輯中，指派妮娜前往畢拉利學園就讀。
七星緣（聲：愛美）
3月3日生，雙魚座，155公分，48公斤。
曾经是高中女子足球部的经理，但在强制召集下成为新人Logicalist。爱照顾人，因而接受了成员们的支援工作，但也有迟钝的时候。起初没有盟约者。
第6話成為魁札爾科亞特爾的的盟約者。
雛邏輯中擔任技能考試的考官。
奧爾嘉·布雷克查德（聲：松岡禎丞）
11月11日生，天蠍座，178公分，66公斤。
是定理者，但也不是定理者。因為自己還未找到盟約者。

#### 盟約者
雅典娜（聲：上坂堇）
9月1日生，處女座，164公分，50公斤。
異世界「第四天堂」的女神。與美親相遇，並開始共同生活。非常厭惡失去寶貴生命的溫柔女性。滿溢着正義感。
維娜斯（聲：東山奈央）
9月19日生，處女座，165公分，54公斤。
與雅典娜一同從第四天堂來的女神。對任何事物都抱持著戀心，很容易墜入愛河是其特徵。一有機會就會不論男女地對人說出愛的言語。
瓦爾基麗（聲：小見川千明）
8月8日生，獅子座，159公分，50公斤。
第四天堂的女神。與克蘿伊形成對比，是少言寡語、不會開玩笑的性格。在戰鬥中認可了勇敢的克蘿伊，但由於每天都被她牽著鼻子走而感到憂鬱。
阿耳忒彌斯（聲：折笠富美子）
10月19日生，天秤座，167公分，53公斤。
來自第四天堂的具有神秘感的女神。非常喜愛吟詩的女性。從遠處守望著學。夜行性，如果月亮不出來就會想要睡覺。
涅墨西斯（聲：橘田泉）
第四天堂的女神，毒舌家。非常喜歡殭屍電影，熱衷於詭異的事物。有著與幼小的外表不相稱的博學一面。對年輕的Logicalist們態度嚴格。
魁札爾科亞特爾（聲：中谷龍）
來自忒托拉赫文的蛇神，後來成為七星緣的盟約者。
路西法（聲：鳥海浩輔）
美男子外表的墮天使，後來成為奧爾嘉的盟約者。

### 雛邏輯～來自幸運邏輯～

#### 1年S班
莉昂妮絲·艾利斯多萊特瓦（聲：朝日奈丸佳）　另譯：莉歐妮絲、莉歐涅斯
天真爛漫，總是面帶笑容元氣滿滿的女孩子。是個小國的公主，為了上學而離家出走。
好奇心旺盛，在父親的影響下擅長露營和捕魚，非常喜歡鮪魚。在電視中得知道妮娜的事跡而十分憧憬她。
因為一直與盟約者有過度融合問題而需接受輔導控制力量，最後在期終試失控暴走，在妮娜幾經艱難下喚醒。
貝魯（聲：三宅麻理惠）
從莉昂小時候就開始陪在她身邊的使者，莉昂媽媽的盟約者，後成為莉昂的第三個盟約者，擁有治療能力。
洛莎（聲：松井惠理子）
原初支柱的使者，擁有操縱植物能力的使者。在莉昂2歲時和她締結盟約。
第一人稱為「妾」（わらわ），第二人稱為「你」（そなた）。
瓦芙蕾（聲：山本彩乃）
原初支柱的使者，莉昂的第二個盟約者。
妮娜·亞歷山德羅芙那（聲：山村響）
擁有大學畢業以上學力的天才少女。已經開始以定理者身份活動，以保護他人而自豪。喜歡毛茸茸的生物。
接受了ALCA的命令，進入1年S班。最後決定繼續留在學園。
阿莫兒（聲：西本梨美）
第四天堂的使者，使用弓箭，見習中的丘比特。
米迦勒（聲：相羽亞衣奈）
第四天堂的使者。
京橋萬博（聲：高森奈津美）
喜愛研究使者以及擺弄機械，但所做出的機器經常爆炸。
塞蓮·探索者013（聲：尾崎由香）
特爾托米的使者。
德雷特（聲：橘田泉）
特爾托米的使者，萬博的第二個盟約者。
橘彌生（聲：三森铃子）
世界知名的橘財閥的大小姐。S班的班長。競爭意識強，目標是成為最優秀的定理者。
七寶（聲：橘田泉）
冥魂幻鄉的使者。
凪（聲：伊藤彩沙）
冥魂幻鄉的使者，彌生的第二個盟約者。
桐谷華凜（聲：小倉唯）
代代侍奉橘家的一族，自幼開始就侍奉彌生。
桐谷華戀（聲：湯淺楓）
華凜的雙胞胎妹妹。和姐姐一起自幼開始侍奉彌生。

#### 學生會
森谷夕子（聲：植田佳奈）
白樺寮的宿舍長，照顧着一年級同學。同時還是學生會副會長。不擅長擺弄機械。
維斯塔（聲：松井惠理子）
第四天堂的使者。
東瑞希（聲：內田真禮）
學生會會長。喜歡著森谷夕子，情人節時對森谷夕子告白，卻被認為是吃了中邱比特之箭的巧克力造成的緣故而被無視。
五六八葵（聲：大橋彩香）
學生會會計。
艾希莉·布拉德伯里（聲：佐佐木未來）
學生會秘書。

#### 學校老師
神樂靜葉（聲：相澤舞）
莉昂的班導師。
藤崎梨乃（聲：高柳知葉）
莉昂的副班導師。
學園長（聲：矢島晶子）
天原梢（聲：種崎敦美）
副學園長。

#### 其他
斯科拉萬斯基·艾利斯多萊特瓦（聲：小山力也）
莉昂的父親，極度寵暱自己的女兒。
莉妮婭（聲：三宅麻理惠）
莉昂的母親。以前是定理者。

## 用語

### 世界
門扉接入
第四天堂（Tetra-Heaven）
神和魔神居住的世界。
原初支柱（Monolium）
以獸型和獸人型居多。
冥魂幻鄉（Disfia）
東洋風的魂之世界。分為天界、地界和冥界3個部份。
特爾托米（Tritomy）
以機器人和機械生命體為主。
賽普托比亞（Septpia）
即人界，本作主舞台。

### 邏輯
邏輯卡（Logic card）
一切生命體由1000張邏輯卡構成。
逆理病
令患者人格破碎。
邏輯圖儀
限制定理者，沒有局長的同意，不能使用超越極限合體，但歐嘉打破了這一定律。

### 定理者、盟約者
定理者
賽普托比亞（人界）的人類。
盟約者
來自忒托拉赫文（異世界）的女神（使者），目的是協助定理者。
合體
分享彼此所擁有邏輯的一半（約500張）定理者借助盟約者的力量進行戰鬥。
強制合體
異界怪物強行佔有人類的身體。
超越極限合體
禁忌，將彼此全部的邏輯完全結合，因為後遺症強大，彼此都會患上嚴重的逆理病，而被列入禁忌。
警察特殊機關ALCA
組織名「Another Logic Counter Agency」略稱。

## 動畫

### 幸運邏輯
已於2016年1月9日至3月26日播出全12話電視動畫。

#### 製作人員
- 原作：Septpia
- 原案、系列構成：高橋悠也（QueenB）
- 監督：千明孝一
- 副監督：直谷隆
- 角色原案、概念設計：島崎麻里
- 角色設定：葵玲
- 副角色設計：熊谷勝弘
- 生物設計：安藤賢司
- 機械設計：谷裕司、小林誠
- 概念設計輔佐：佐田綾子
- 總作畫監督：平田雄三
- 美術監督：栫博次（TOTONYAN）
- 色彩設計：石黑健
- 攝影監督：桑野貴文
- 3D監督：井野元英二
- 編集：肥田文
- 設定協力：海法紀光（Nitro+）
- 音樂：加藤達也
- 音樂製作：Lantis
- 音響監督：鄉田穗積
- 動畫製作：動畫工房
- 製作：Project Luck & Logic

#### 主題曲
片頭曲「STORY」
作詞、作曲、編曲：渡邊拓也，主唱：小野賢章
第1話作片尾曲使用。
片尾曲「盟約的彼方（盟約の彼方）」
作詞：唐澤美帆，作曲、編曲：藤永龍太郎，主唱：新田惠海

#### 各話列表
| 話數   | 日文標題               | 中文標題       | 劇本     | 分鏡              | 演出            | 作畫監督                                                            | 總作畫監督        |
| ------ | ---------------------- | -------------- | -------- | ----------------- | --------------- | ------------------------------------------------------------------- | ----------------- |
| 第1話  | Hero or Mob            | 是英雄還是平民 | 高橋悠也 | 千明孝一          |                 | 、熊谷勝弘 市原圭子、丸山修二                                       | 平田雄三          |
| 第2話  | Genius or Fool         | 是天才還是蠢材 | 高橋悠也 | 祝浩司            | 祝浩司          | 鈴木奈都子                                                          | 平田雄三          |
| 第3話  | Dream or Reality       | 是理想還是現實 | 高橋悠也 |                   | 則座誠 深瀨重   | 日高真由美、佐佐木一浩 金田榮二                                     | 平田雄三          |
| 第4話  | Freedom or Restraint   | 是自由還是束縛 | 千明孝一 | 朴久根夫 千明孝一 | 朴久根夫        | 手島典子、伊勢奈央子 、市原圭子 中野裕紀                            | 平田雄三          |
| 第5話  | Yesterday or Tomorrow  | 是昨天還是明天 | 高橋悠也 | 祝浩司            | 吉田俊司        | 神田岳、藤田正幸 齋藤香織、中島美子 清水勝佑                        | 平田雄三          |
| 第6話  | Battle or Surrender    | 是對立還是降伏 | 海法紀光 | 添田和弘          | 政木伸一        | 丸山修二、手島典子 德倉榮一、伊勢奈央子                             | 熊谷勝弘          |
| 第7話  | Human or God           | 是人還是神     | 高橋悠也 |                   |                 | 伊藤大翼、渡邊舞 丸山修二、小野和美 東島久志、吉村惠                | 平田雄三          |
| 第8話  | Guilt or Innocence     | 是有罪還是無罪 | 千明孝一 | 祝浩司 板井寬樹   | 深瀨重 板井寬樹 | 市原圭子、伊勢奈央子 手島典子、渡邊舞 中野裕紀、丸山修二            | 平田雄三          |
| 第9話  | Enemy or Friend        | 是敵人還是同伴 | 海法紀光 | 博多正壽          | 祝浩司          | 松尾真彥、手島典子 丸山修二                                         | 平田雄三          |
| 第10話 | Heaven or Hell         | 是天堂還是地獄 | 高橋悠也 | 吉川博明          | 小高義規        | 佐野陽子、杉崎由佳 柳瀨讓二、櫻井木之實                             | 熊谷勝弘          |
| 第11話 | Despair or Destruction | 是絕望還是破滅 | 高橋悠也 | 吉川博明          | 深瀨重          | 伊勢奈央子、市原圭子 手島典子、丸山修二 渡邊舞、中野裕紀 、         | 熊谷勝弘          |
| 第12話 | Luck and Logic         | 幸運與邏輯     | 高橋悠也 |                   |                 | 市原圭子、伊勢奈央子 手島典子、松尾真彥 宮崎里美、中野裕紀 丸山修二 | 平田雄三 熊谷勝弘 |

#### BD
| 卷數 | 發售日期      | 收錄話數        | 規格編號  |
| ---- | ------------- | --------------- | --------- |
| 1    | 2016年3月25日 | 第1話 - 第2話   | BCXA-1108 |
| 2    | 2016年4月22日 | 第3話 - 第4話   | BCXA-1109 |
| 3    | 2016年5月27日 | 第5話 - 第6話   | BCXA-1110 |
| 4    | 2016年6月24日 | 第7話 - 第8話   | BCXA-1111 |
| 5    | 2016年7月22日 | 第9話 - 第10話  | BCXA-1112 |
| 6    | 2016年8月26日 | 第11話 - 第12話 | BCXA-1113 |

#### 播放電視台
| 播放地區       | 播放電視台   | 播放日期               | 播放時間（UTC+9）             | 所屬聯播局 | 備註          |
| -------------- | ------------ | ---------------------- | ----------------------------- | ---------- | ------------- |
| 東京都         | TOKYO MX     | 2016年1月9日－3月26日  | 星期六 22時30分－23時00分     | 獨立局     |               |
| 兵庫縣         | SUN電視台    | 2016年1月9日－3月26日  | 星期六 22時30分－23時00分     | 獨立局     |               |
| 京都府         | KBS京都      | 2016年1月9日－3月26日  | 星期六 22時30分－23時00分     | 獨立局     |               |
| 愛知縣         | 愛知電視台   | 2016年1月12日－3月29日 | 星期二 27時05分－27時35分     | 東京電視網 |               |
| 日本全國       | BS11         | 2016年1月13日－3月30日 | 星期三 24時30分－25時00分     | 衛星電視   | ANIME+節目    |
| 福岡縣         | TVQ九州放送  | 2016年1月14日－3月31日 | 星期四 27時00分－27時30分     | 東京電視網 |               |
| 岡山縣、香川縣 | 瀨戶內電視台 | 2016年1月15日－        | 星期五 27時14分－27時44分     | 東京電視網 |               |
| 日本全國       | AT-X         | 2016年1月16日－        | 星期六 23時30分－24時00分     | 衛星電視   | 有重播        |
| 香港           | Animax       | 2017年3月22日－4月6日  | 星期三至四 20時00分－21時00分 |            | UTC+8，有重播 |

### 我們是幸運邏輯社
《我們是幸運邏輯社》描繪女高中生們遊玩卡牌遊戲情景的短篇動畫。第1期於2016年1月9日至3月26日在動畫本篇播放前1分鐘播出，第2期於2017年8月1日開始在網絡發佈。

#### 登場角色
須木菜乃花亞戶（聲：尾崎由香）

深井論理（聲：松井惠理子）
社團部長。
園咲運音（聲：西本梨美）

遠藤（聲：三宅麻理惠）
卡牌店店長。
露竺堵菈活（聲：德井青空）
第2期新加入社團的新生。音譯為Logic Drive。

### 雛邏輯～來自幸運邏輯～
2017年1月30日，動畫官方宣佈將推出系列新動畫《雛邏輯～來自幸運邏輯～（ひなろじ～from Luck & Logic～）》。《雛邏輯～來自幸運邏輯～（Hina Logic~from Luck & Logic~）》2017年6月24日起每周六11:00在U-NEXT等網站先行網絡更新，AT-X於2017年7月1日開始播放。

#### 主題曲
片頭曲「BUTTERFLY EFFECTOR」
作詞：唐澤美帆，作曲・編曲：南田健吾，主唱：TRUE
片尾曲
（第1－6、8－9、11話）
作詞：松井洋平，作曲・編曲：渡邊俊彥，主唱：莉昂妮絲·艾里斯多萊特瓦（朝日奈丸佳）、妮娜·亞歷山德羅芙那（山村響）、京橋萬博（高森奈津美）
（第10話）
作詞：松井洋平，作曲：伊藤賢，主唱：莉昂妮絲·艾里斯多萊特瓦（朝日奈丸佳）、妮娜·亞歷山德羅芙那（山村響）

#### 各話列表
| 話數     | 日文標題       | 中文標題                                   | 劇本     | 分鏡                | 演出                | 作畫監督 | 總作畫監督        |
| -------- | -------------- | ------------------------------------------ | -------- | ------------------- | ------------------- | --- | ----------------- |
| 第一話   |                | 讓可愛的雛鳥踏上旅程                       | 菅原雪繪 | 赤城博昭            | 赤城博昭            | 栗田聰美、久保茉莉子 | 栗田聰美 仁井學   |
| 第二話   |                | 合體不是一天造成的                         | 菅原雪繪 | 原口浩              | 原口浩              | 保村成、本多美雪 平塚知哉 | 桑原直子 熊谷勝弘 |
| 第二話   | 賞花不如吃飯糰 |                                            | 菅原雪繪 | 原口浩              | 原口浩              | 保村成、本多美雪 平塚知哉 | 桑原直子 熊谷勝弘 |
| 第三話   |                | 白銀灰熊 -子女不懂父母心-                  | 渡邊大輔 | 西田章二            | 守田藝成            | 山本蓮雄、崎口沙織 田村恭穗、 曾我篤史、平塚知哉 丸山修二、保村成                                                               | 栗田聰美          |
| 第四話   |                | 以花報恩                                   | 高木聖子 | 稻垣隆行            | 藏本穗高            | 菊永千里、海保仁美 櫻井木之實、菅原美智代 上野沙彌佳、岸寬毅 服部憲知、李周鉉                                                   | 仁井學            |
| 第五話   |                | 千里之行始於努力                           | 橫山一樹 | 兒谷直樹            | 兒谷直樹            | 曾我篤史、Lee Sung-jin Seo Soon-young                                                                                           | 栗田聰美          |
| 第六話   |                | 愛睡的雛鳥長得快                           | 菅原雪繪 | 上坪亮樹            | 上坪亮樹            | 櫻井木之實、宇都木勇 北島勇樹、熊谷勝弘 桑原直子、栗田聰美                                                                      | 仁井學            |
| 第七話   |                | 會長也會從樹上掉下來跳舞的雛鳥，觀賞的會長 | 高木聖子 | 赤城博昭 白幡良志之 | 赤城博昭 白幡良志之 | 曾我篤史、山本蓮雄 崎口沙織、田村恭穗                                                                                           | 栗田聰美          |
| 第八話   |                | 夢想是成功之母                             | 渡邊大輔 | 兒谷直樹            | 兒谷直樹            | 菊永千里、海保仁美 櫻井木之實                                                                                                   | 仁井學            |
| 第九話   |                | 曲隨雛鳥，雛鳥隨曲                         | 渡邊大輔 | 稻垣隆行            | 深瀨重              | choiinseop、seo seunhye 粟井重紀、中田亞希子 崎口沙織、山本蓮雄 曾我篤史、栗田聰美 壽門堂、萬畫舍                               | 栗田聰美          |
| 第十話   |                | 眼淚並非為己                               | 菅原雪繪 | 吉川博明            | 宇根信也            | 崎口沙織、平塚知哉 曾我篤史、立口德孝 山本蓮雄、田村恭穗 丸山修二                                                               | 仁井學 曾我篤史   |
| 第十一話 |                | 一年之計始於倒數不吃眼前巧克力是女人之恥   | 高木聖子 | 白幡良志之 兒谷直樹 | 兒谷直樹            | Hwang Seong-won Seo Jeong-ha | 仁井學            |
| 第十二話 |                | 雛鳥一笑萬福臨門                           | 菅原雪繪 | 稻垣隆行            | 深瀨重              | Song min ju、河本零王 粟井重紀、飯塚葉子 服部憲知、手島典子 中田亞希子、田村恭穗 丸山修二、崎口沙織 曾我篤史、角田圭一 栗田聰美 | 栗田聰美 曾我篤史 |

#### BD
| 卷 | 發售日         | 收錄話        | 規格編號  |
| -- | -------------- | ------------- | --------- |
| 上 | 2017年11月24日 | 第1話－第6話  | BCXA-1296 |
| 下 | 2018年1月26日  | 第7話－第12話 | BCXA-1297 |

## 漫畫
《雛邏輯～來自幸運邏輯～ 甜美》
於《月刊Bushiroad》2017年7月號開始連載，作畫。

## 外部連結
- 電視動畫「幸運邏輯」官網 （页面存档备份，存于）（日語）
- 幸運邏輯商品網站（日語）
- 電視動畫「雛邏輯～來自幸運邏輯～」官網 （页面存档备份，存于）（日語）
- 幸運邏輯的X（前Twitter）（日語）
- 幸運邏輯YouTube （页面存档备份，存于）（日語）